# 蜜島沼澤怪物
蜜島沼澤怪物（Honey Island Swamp Monster）是傳說出現於美國路易西安納州蜜島沼澤（Honey Island Swamp）的一種神秘生物，最早被目擊於1963年。
根據目擊者描述，這種生物有七英尺高，體重400至500磅，具有紅色眼睛和灰色毛髮，身上還散發著臭味。
蜜島沼澤怪物可追溯於印第安人的傳說，並稱之為里奇（Letiche），據說是被短吻鱷養大的野孩子，白天通常躲起來，晚上則出來掠食，據說是當地人類和家畜被殺害的元兇。
甚至還有人發現了有三個腳趾的腳印，並弄成了石膏。